# سانجكوم
سانجكوم ريستر نيوم والمعروف باسم سانجكوم تُترجم عادةً باسم المجتمع الاشتراكي الشعبي  (أو الشعب ) والمعروف ببساطة باسم سانجكوم، وهي منظمة سياسية أنشأها الأمير نورودوم سيهانوك من كمبوديا في 22 مارس 1955. على الرغم من أنها وصفت نفسها بأنها "حركة" وليست حزبًا سياسيًا (كان على الأعضاء التخلي عن العضوية في أي مجموعة سياسية)، إلا أن سانجكوم احتفظت بالسيطرة على حكومة كمبوديا طوال فترة الإدارة الأولى لسيهانوك، من عام 1955 إلى عام 1970. كانت أيديولوجية سانجكوم هي القومية، والمحافظة، والحفاظ على الملكية، والتفسير المحافظ للبوذية.

## التأسيس
ظهر السانغكوم إلى الوجود بعد تنحي سيهانوك عن العرش عام 1955 لصالح والده نورودوم سوراماريت ، بهدف التركيز على السياسة.
استندت الحركة إلى أربعة أحزاب ملكية ويمينية صغيرة، بما في ذلك حزب الشمال الشرقي المنتصر بزعامة [الإنجليزية] داب تشون وحزب تجديد الخمير بزعامة لون نول .  قام سيهانوك بتوسيع هذه القاعدة السياسية إلى سانجكوم من أجل خوض الانتخابات البرلمانية عام 1955 ، وهي الأولى بعد الاستقلال. على الرغم من صورته غير السياسية، عمل حزب سانجكوم بشكل فعال كحزب مؤيد لسيهانوك. لقد حققت نصراً ساحقاً في الانتخابات: وظهرت في وقت لاحق مزاعم عن تزوير الانتخابات على نطاق واسع، والترهيب الموجه ضد كل من الحزب الديمقراطي المعارض وحزب كروم براتشيشون الاشتراكي.

## نتائج الانتخابات
| انتخاب | قائد الحزب    | الاصوات | الاصوات | الاصوات |  |  |  |  |
| انتخاب | قائد الحزب    | نسبة    |         |         |  |  |  |  |
| ------ | ------------- | ------- | ------- | ------- |  |  |  |  |
| 1955   | نورديم سينهوك | 82.7%   |         |         |  |  |  |  |
| 1958   | نورديم سينهوك | 99.9%   |         |         |  |  |  |  |
| 1962   | نورديم سينهوك | 100%    |         |         |  |  |  |  |
| 1966   | نورديم سينهوك | 100%    |         |         |  |  |  |  |